# Kargowa
Kargowa [kargˈɔva], tyska: Unruhstadt, även Karge eller Kargowo, är en stad i västra Polen, belägen i distriktet Powiat zielonogórski i Lubusz vojvodskap, omkring 40 kilometer nordost om Zielona Góra. Tätorten har 3 743 invånare och är centralort för en stads- och landskommun med totalt 5 833 invånare.

## Historia
Orten omnämns första gången i skriftliga källor år 1360 som Cargowo. Den blev ett lokalt handelscentrum för traktens bönder och blev 1630 köping, med rätt att hålla sex marknader årligen. Staden var känd för sina svinmarknader, vilket gav upphov till smeknamnet Schweine-Karge.
Ståthållaren i Gniezno, Christoph von Unruh, förvärvade köpingen Karge 1641 och grundade en bosättning för protestantiska religionsflyktingar från Schlesien i anslutning till staden. De två städerna växte snart ihop och fick 1661 stadsrättigheter under namnet Unruhstadt. Det tidigare namnet Karge fortsatte dock att inofficiellt användas av lokalborna.
Staden tillföll kungariket Preussen genom Polens andra delning och tillhörde under Napoleonkrigen hertigdömet Warszawa från 1807 till 1815. 1818 blev staden del av Landkreis Bomst i provinsen Posen. Under 1800-talet var stadens väverier en viktig näring. I området mellan Obra och Obrzyca odlades vin.
Staden och omgivningarna drabbades av omfattande förstörelse i samband med Röda arméns intåg 1945. Samma år tillföll staden Folkrepubliken Polen genom Potsdamöverenskommelsen och döptes av de polska myndigheterna till Kargowa. 

## Sevärdheter
- Rådhuset, uppfört på 1600-talet.
- Nya och gamla torget
- S:t Maksymiliankyrkan, tidigare protestantiska kyrkan
- Borgarhus från 1800-talet
- Barockslottet från 1732
- S:t Adalbertkyrkan från 1892, i nygotisk stil

## Bildgalleri

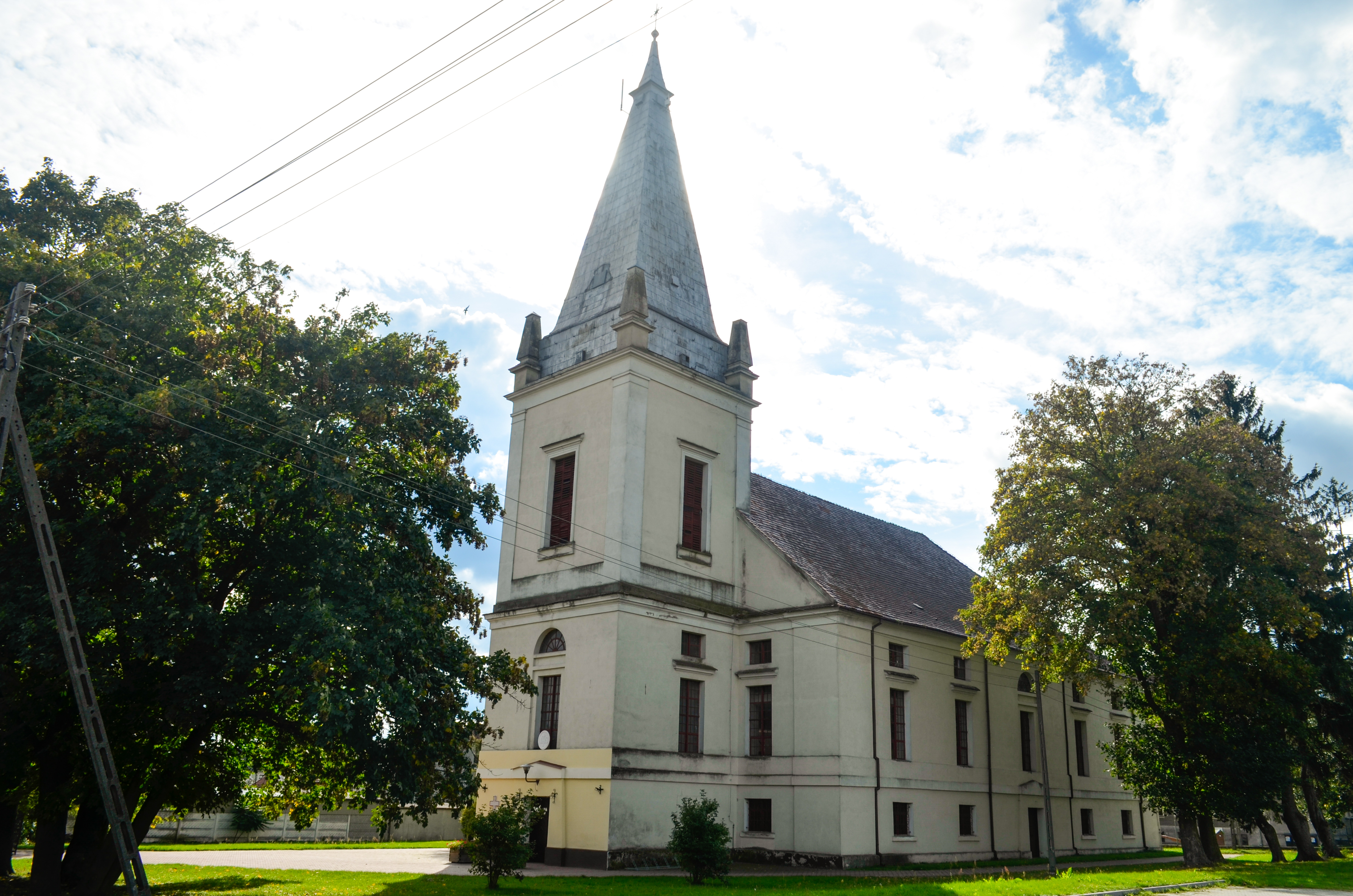
S:t Maksymiliankyrkan
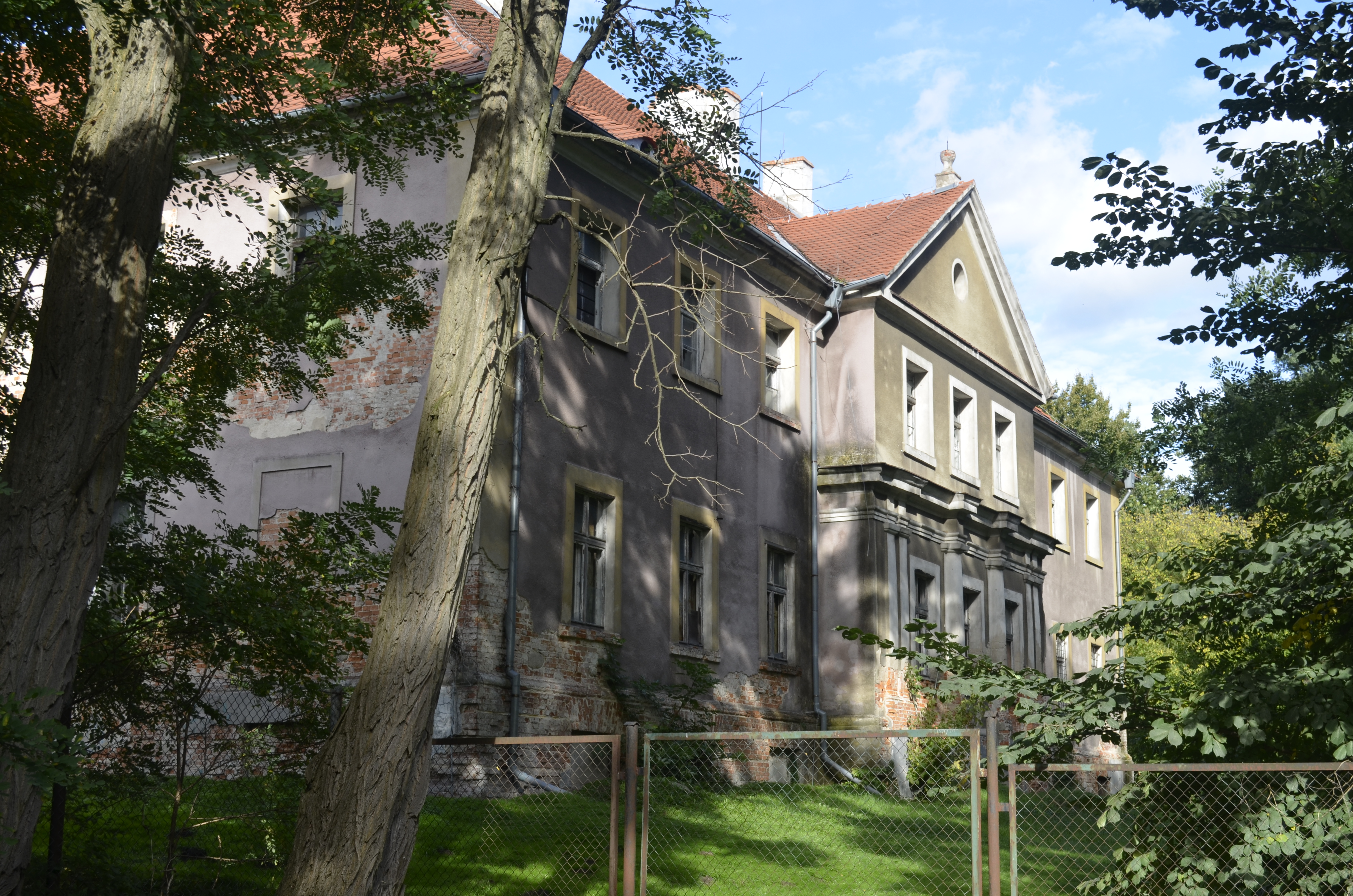
Kargowas slott